# Nikolai Anicikov
Nikolai Nikolaevici Anicikov (n. 1885 - d. ?) a fost un anatomopatolog rus. Este membru de onoare din străinătate al Academiei Române